# Florian Badstübner
Florian Badstübner (* 2. Februar 1991 in Rodewisch) ist ein deutscher Fußballschiedsrichter. Seit der Saison 2020/21 wird er in der Bundesliga eingesetzt. 

## Leben
Badstübner ist seit 2013 DFB-Schiedsrichter und pfeift für den TSV Windsbach im Landesverband Bayern. Seit der Saison 2016/17 leitet er Spiele in der 2. Bundesliga. Am 6. Juli 2020 wurde bekannt, dass Badstübner ab der Saison 2020/21 Spiele der Fußball-Bundesliga leiten soll. Zuvor war der gebürtige Sachse bereits als einer von fünf Zweitligareferees als Video-Assistent in der Bundesliga im Einsatz.
Sein Debüt in der Fußball-Bundesliga gab Badstübner am 3. Oktober 2020 im Spiel zwischen RB Leipzig und dem FC Schalke 04.
Zum Januar 2025 wurde er außerdem zum FIFA-Schiedsrichter befördert.